# 곽상 (1034년)
곽상(郭尙, 1034년 ~ 1106년)은 고려의 문신이다. 본관은 청주(淸州). 자는 원로(元老)이다. 할아버지는 참지정사(叅知政事) 곽원(郭元)이고, 아버지는 곽증(郭拯)이다.
소리(小吏)에서 시작하여 연줄을 타고 출세하여 선종(宣宗)이 국원(國原)의 사저(私邸)에 있을 때 섬겼다. 선종이 즉위하자 감찰어사(監察御史)로 발탁되었고 여러 차례 승진하여 추밀원좌승선(樞密院左承宣)에 이르렀는데, 궁궐을 출입하면서 권세가 나날이 성하였다.
일찍이 왕지(王旨)를 마음대로 고쳐서 전달하니 해당 관서가 탄핵하여 관직을 박탈할 것을 청하였으나 선종이 받아들이지 않았다. 숙종(肅宗)이 아직 왕위에 오르지 않았을 때 곽상을 불러보고 서대(犀帶)를 주었으나 사양하고 받지 않았다. 선종의 병세가 점점 심해지자 곽상이 침실에서 병수발을 하였다. 숙종이 침전의 문에 이르러 들어가 문병하려고 하자 곽상이 말하기를, “지금 주상(主上)께서 병환이 위중하니, 왕자라 하더라도 부르는 명령이 없으면 마땅히 입직(直入)할 수 없습니다.”라 하고 들이지 않았다.
숙종이 즉위하자 곽상이 선군(先君)을 섬기는데 두 마음이 없었다고 하여 높은 벼슬에 등용하고자 하였으며, 호부상서(戶部尙書)를 제수하고 지서경유수(知西京留守)로 내보냈다가 임기를 채우기도 전에 불러들여 형부상서(刑部尙書)로 삼았다. 간관(諫官)이 아뢰기를, “곽상이 수령으로 나갔으나 기록될만한 좋은 정사를 베풀지도 않았으니 3년 임기를 마치게 할 것을 청합니다.”라고 하였으나 숙종이 따르지 않았으며, 오히려 서열을 넘어 곽상을 상서우복야 참지정사(尙書右僕射 叅知政事)로 승진시켰다. 당시 평장사(平章事) 윤관(尹瓘)이 화폐를 사용할 것을 청하였는데, 곽상이 풍속(風俗)에 합당한 바가 아니라고 극력하게 반대하는 상소를 올려 간언하였으나 뜻을 이루지 못했다.
1103년(숙종 8)에 수사공(守司空)으로 치사하였고, 집에 머물렀다가 예종(睿宗) 원년(1106년)에 죽으니 73세였다. 시호는 순현(順顯)이다.
곽상은 소박하고 곧았으며 다른 재주가 없었고 평생 재산을 늘리는데 일삼지 않아 집에 남은 재물이 없었다. 아들은 곽탄(郭坦)과 곽여(郭輿)이다.